# Відслонення девону № 2 в селі Вістря
Відсло́нення дево́ну № 2 в селі́ Ві́стря — геологічна пам'ятка природи місцевого значення в Україні. Розташована на 160 м вище за течією від села Вістря Монастириського району Тернопільської області, на лівому березі річки Дністер. 
Площа 0,15 га. Оголошене об'єктом природно-заповідного фонду рішенням виконкому Тернопільської обласної ради від 26 грудня 1983 року № 496. Перебуває у віданні Вістрянської сільради. 
Під охороною — відслонення (12-метрова товща) строкатих і сіроколірних теригенних порід, якими закінчується розріз дністровської серії (нижній девон). Виявлені рештки псилофітів, членистостеблистих і папоротеподібних, а також рештки риб. 
Відслонення має важливе значення для встановлення історії розвитку рослинного світу.